# Torre dei Gianfigliazzi

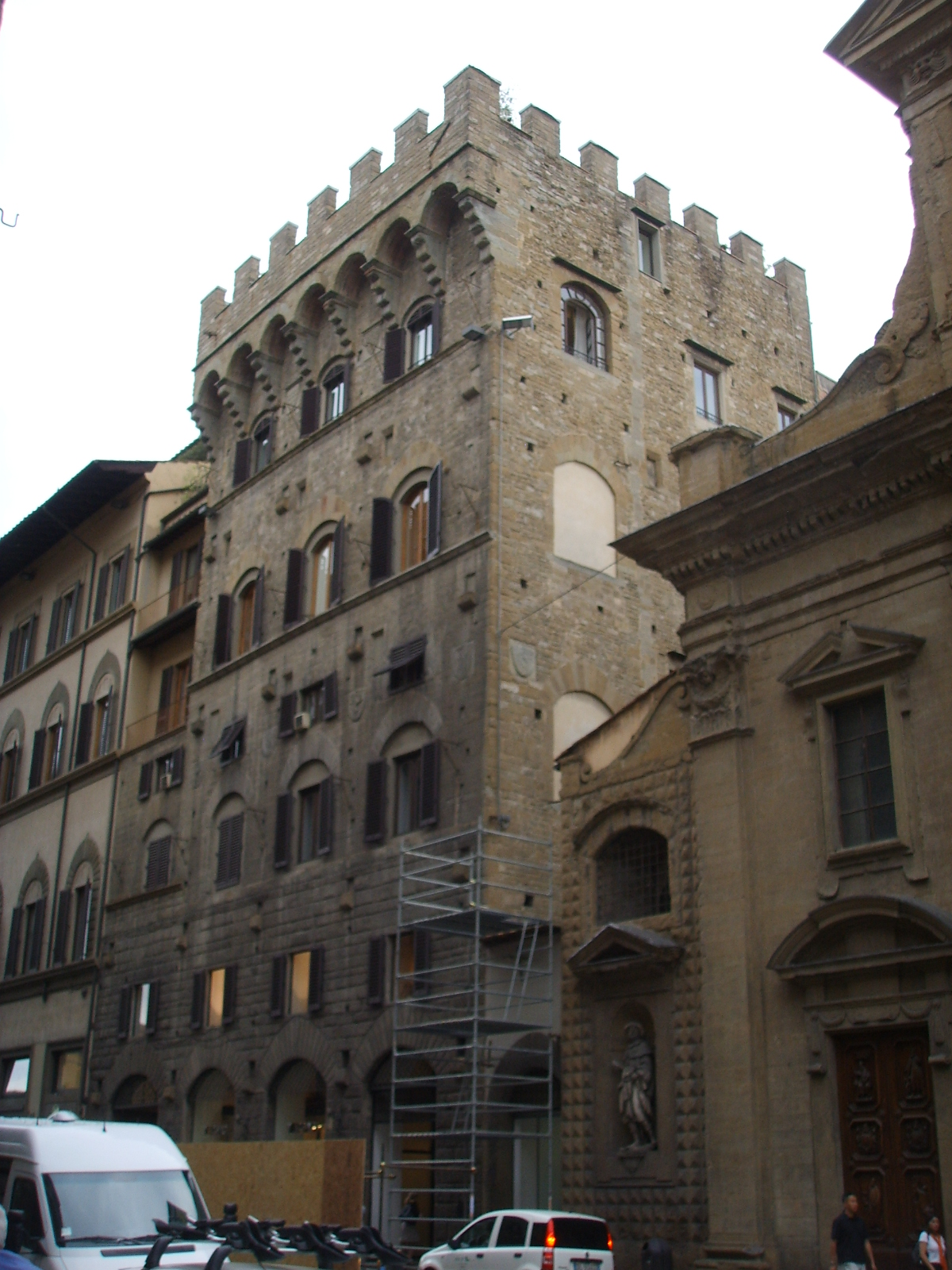
Vista geral da Torre dei Gianfigliazzi.

A Torre dei Gianfigliazzi é uma torre apalaçada de Florença que se encontra na Via Tornabuoni. ao lado da Igreja da Santa Trindade e frente ao Palazzo Spini Feroni.

## História
Mais do que torre, poder-se-ia falar de torreão ou, quase, de "palagio" pela planta espaçosa desta estrutura.
A torre foi construída pela família guelfa dos Ruggerini, sendo quase totalmente demolida depois da caçada aos guelfos de 1260 que se seguiu à Batalha de Montaperti. Depois disso foi reconstruída e em seguida passou para os Fastelli e, no final do século XIV, para os Gianfigliazzi, mantendo-se na posse daquela família até à sua extinção, em 1764.
No início do século XIX, a torre foi usada pela Accademia dei Nobili (Academeia dos Nobres). Foram aqui hospedadas personalidades ilustres, como Alessandro Manzoni, Vittorio Alfieri e o rei Luís Bonaparte.
O edifício foi fortemente restaurado em 1841, quando foi reconstruído o coroamento com os merlões e os beccatelli em imitação do Palazzo Spini Feroni que lhe faz frente. Naquela época, também devem ter sido agrupados os pisos, com a abertura de novas filas de janelas rectangulares. Hoje hospeda um hotel.

## Arquitectura

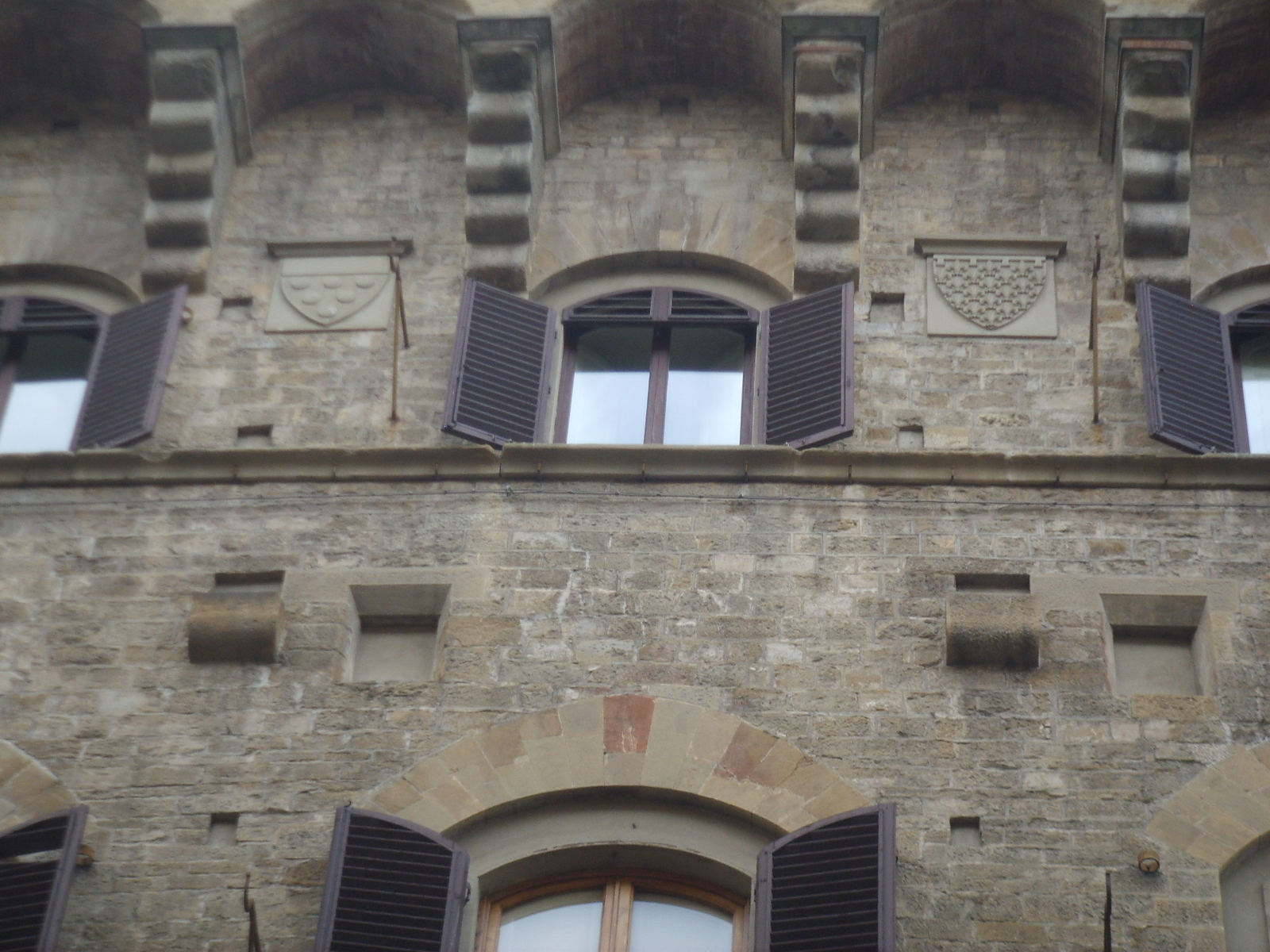
Brasões na fachada.

No exterior nota-se o revestimento em pedra com grossos blocos, enquadrados de forma regular, até à cornija marca-piso do primeiro andar. os níveis superiores apresentam o mais simples assentamento.
Na fachada notam-se cinco filas de janelas em outros tantos pisos, os buracos das vigas alinhados, quatro brasões dos Gianfigliazzi (com o leão rampante) e, sob os beccatelli que suportam a merlatura de tipo "guelfo", ainda estão presentes os brasões das famílias qie possuiram o edifício anteriormente. Por outro lado, ainda se podem ver os ferros antigos, usados para amarrar os cavalos e para segurar tochas, estandartes e outras coisas.
No piso térreo encontra-se uma loggia de três alpendres com seis abóbadas de aresta nervuradas em tijolo, que se apoiam nas paredes perimetrais e em duas pilastras polilobadas em pedra, redescobertas num recente restauro. Actualmente hospeda estabelecimentos comerciais.
a escada para os pisos superiores encontra-se, hoje, no acrescento à esquerda da torre, enquanto antigamente era exterior, no pátio situado atrás.
Entre a torre e a Igreja da Santa Trindade existia um beco, obturado depois por sobreconstruções, onde hoje se encontra um edifício de encobrimento.

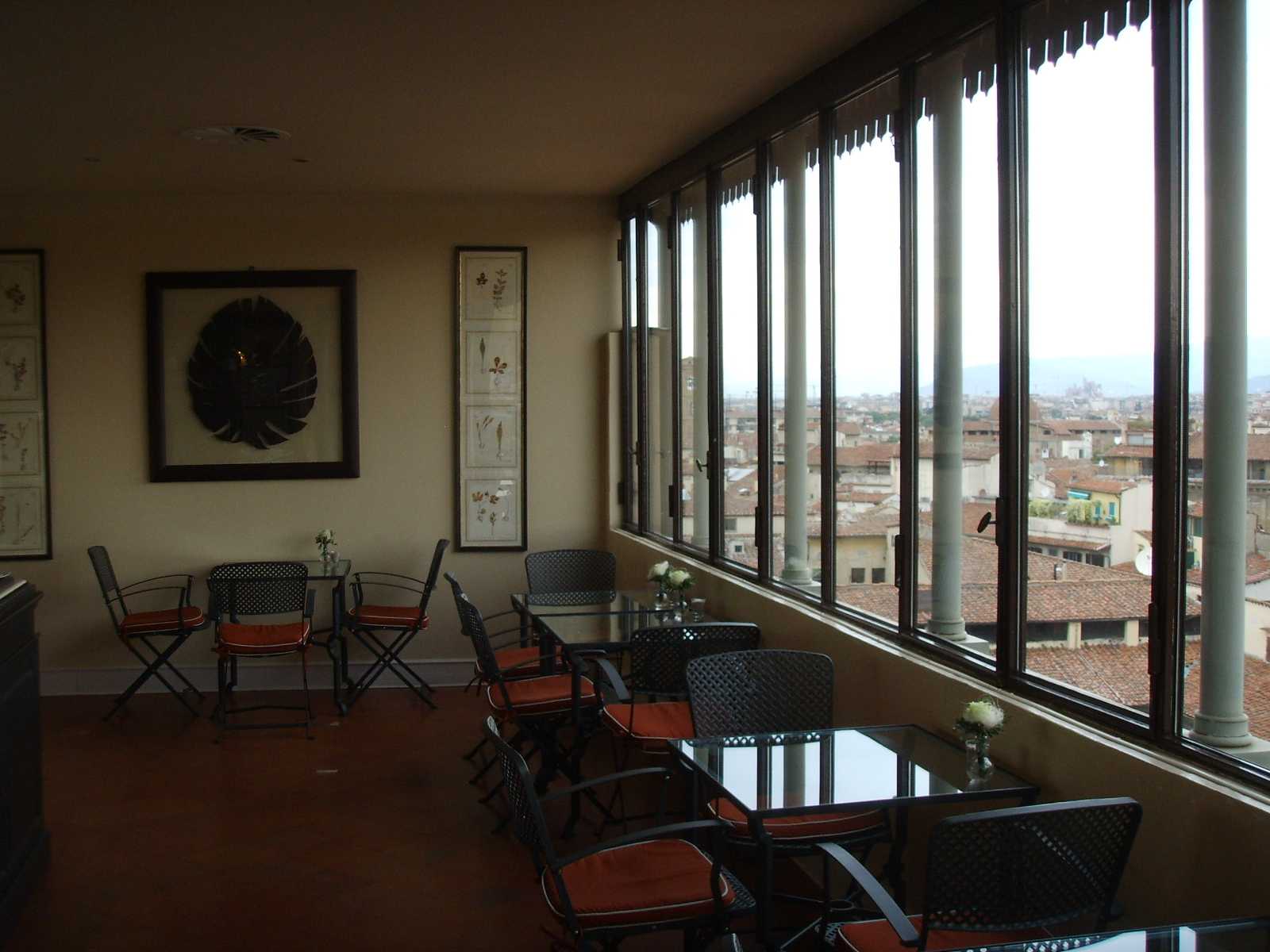
Interior
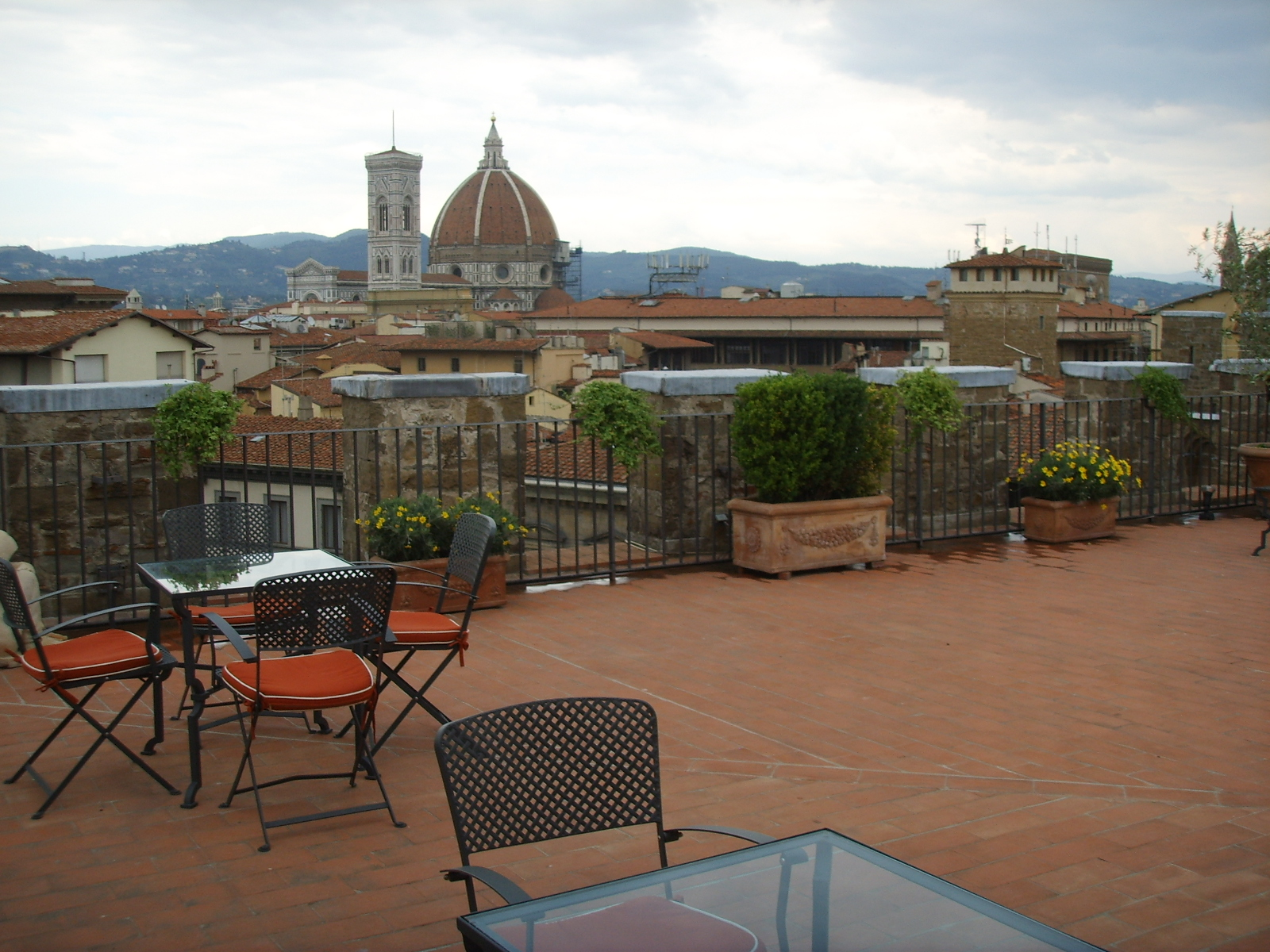
O terraço com vista para a catedral.
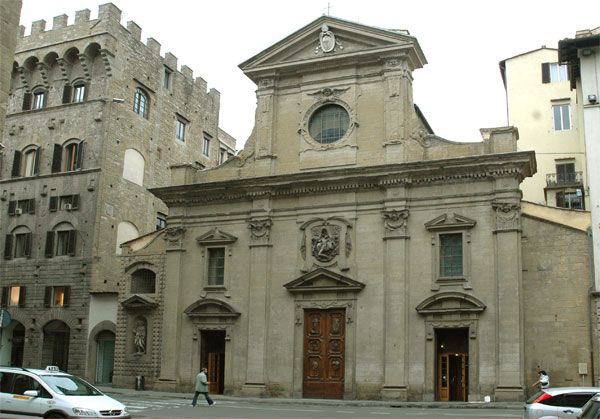
A Torre dei Gianfigliazzi e a Igreja da Santa Trindade lado a lado.